# 缅甸岁月
《缅甸岁月》（英語：Burmese Days），是英國作家喬治·歐威爾于1934年发表的一部小說。

## 故事概要
小说的背景设定在缅甸的一个小镇，主人公弗洛里是一名英国木材商人，他热爱缅甸文化，同情缅甸人，憎恶英国的殖民统治，他因向英国人伊丽莎白求婚失败，最终在无法认同自我的身份中自杀身亡。